# پردیفومو
پردیفومو (به ایتالیایی: Perdifumo) یک کومونه در ایتالیا است که در استان سالرنو واقع شده‌است.

## خصوصیات
پردیفومو ۲۳ کیلومترمربع مساحت و ۱٬۸۰۴ نفر جمعیت دارد.